# Vloerbedekking
Vloerbedekking is een verzamelnaam voor materialen om de vloer mee te bedekken.
Vloerbedekking kan van natuurlijke materialen of kunststof gemaakt zijn. Ze kan zacht of hard zijn, en de kleur of het ontwerp speelt een belangrijke rol bij de inrichting van een kamer. Enkele voorbeelden van materialen om de grond mee te bedekken zijn:
- Vloerkleed of tapijt
  - Los, wordt op andere vloerbedekking gelegd
  - Vast, kamerbreed (op maat gesneden) of als tapijttegels
- Kurk
- Laminaat
- Linoleum
- Loper
- Parket
- Vloertegels of plavuizen
- Siergrind
- Vilt
- Zeil